# Лаберии
Лабе́рии (лат. Laberii) — плебейский род в Древнем Риме, причислявшийся к так называемым «младшим родам» (лат. patres minores gentium). Представители данного семейства впервые упоминаются в источниках с конца II века до н. э., когда отдельные его члены уже принадлежали к сенаторскому сословию. Предположительно, все последующие Лаберии, жившие в эпоху Империи, были всадниками.
Среди наиболее известных представителей рода можно выделить следующих персоналий:
- Квинт Лаберий, сын Луция (ум. после 129 до н. э.), первый, упоминающийся в сохранившихся источниках, член этого рода, сенатор в 129 году до н. э[1];
- Децим Лаберий (ок. 106—43 до н. э.), всадник, известен в первую очередь как писатель мим. Однажды Гай Юлий Цезарь предложил ему 500 000 сестерциев, чтобы Децим вышел на сцену, приняв участие в цезаревых триумфальных процессиях 45 года до н. э.; Лаберий согласился, не упустив возможности упрекнуть диктатора и пообщаться с Цицероном и своим соперником по жанру, Публилием Сиром[2][3][4][5][6][7];
- Лаберий (I в. до н. э. — I в.), поэт, упоминаемый Марциалом, которого отождествляют с предыдущим[8];
- Квинт Лаберий Дур (ум. 54 до н. э.), военный трибун в галльской армии Юлия Цезаря, погибший в одной из стычек с местными племенами в ходе повторной карательной экспедиции триумвира в Британию[9][10];
- Марк Лаберий (возможно, носил преномен Маний; ум. после 45 до н. э.), цезарианец, скупщик конфискованного имущества помпеянцев[11];
- Луций Лаберий Максим (ум. после 42/43), эдил времён начала правления императора Клавдия[12]. Предполагаемый дед Мания Лаберия Максима, консула-суффекта Римской империи 89 года;
- Луций Лаберий Максим (ум. после 84), наместник Египта около 83 и префект претория (начальник преторианской гвардии) в 84 гг[13][14]. Предполагаемый отец Мания Лаберия;
- Маний Лаберий Максим (ум. после 117), консул-суффект в 89 и легат-пропретор Нумидии в неизвестном году. Прокуратор Мёзии в 100—101 гг. В 117 году, когда к власти пришёл Адриан, был отправлен в изгнание из-за подозрений в заговоре[15];
- Квинт Лаберий Юст Кокцей Лепид (ум. после 100), проконсул Крита и Киренаики около 100 года[16][17];
- Луций Лаберий Приск, один из консулов-суффектов 142 года.